# 끄라부리강

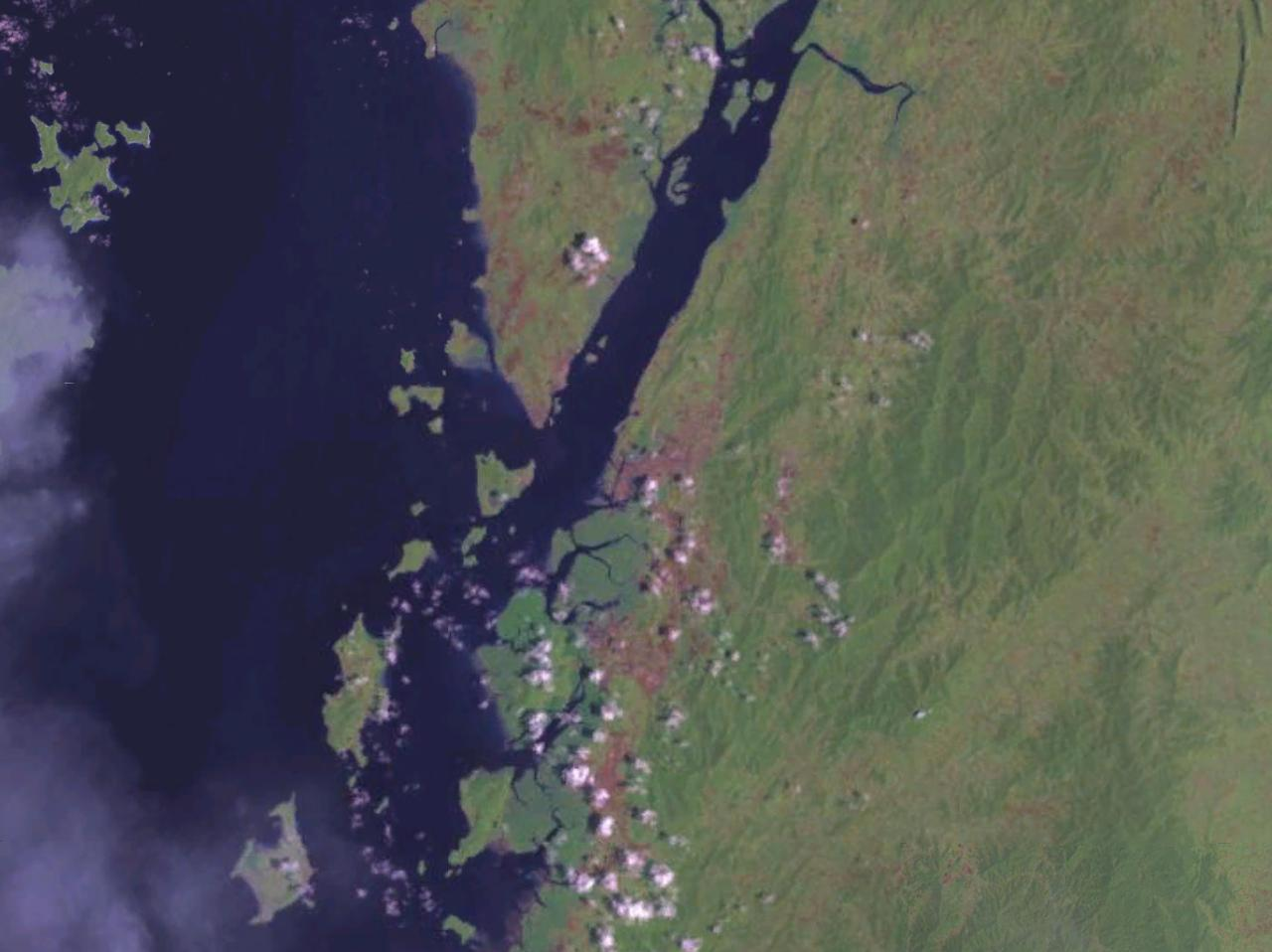

끄라부리강(Kraburi River) 또는 빡찬강(Pakchan River)은 말레이반도의 끄라 지협에 있는 강으로 미얀마와 태국의 국경을 이룬다. 강은 태국의 라농과 미얀마의 코타웅(빅토리아포인트) 근처에서 안다만해로 흘러 나간다.
강에는 조수가 6km까지 거슬러 올라오고 태국 쪽에는 거대한 맹그로브숲이 보존되어 있다. 이곳은 람남끄라부리 국립공원으로 지정되어 있다.